# Charles Feld
Pour les articles homonymes, voir Feld.
Charles Feld, né le 25 mai 1919 à Varsovie et mort le 6 août 1995 à Paris, est un éditeur, historien de l'art, militant communiste et résistant français. Il est le cofondateur en 1949 des éditions Cercle d'Art.